# Pelin Karahan
Vildan Pelin Karahan Güntay (ur. 6 października 1984) – turecka aktorka.

## Życiorys
Urodziła się 6 października 1984 roku w Ankarze jako córka Bayrama Ali Karahan i Nural Koçyiğit. Ukończyła liceum im. Sokollu Mehmeta Paszy. Studiowała przedsiębiorstwo i turystykę na uniwersytecie Anadolu.
Na początku kariery pojawiła się w reklamach Coca-Coli i Carrefoura. Jej debiut aktorski nastąpił w roku 2007, kiedy rozpoczęła grę w serialu Kavak Yelleri. W latach 2012–2014 występowała w popularnym serialu Wspaniałe stulecie. Prowadziła programy Bir Evde i Nefis Tarifler.
W latach 2011–2013 była w związku małżeńskim z instruktorem fitness Erdinçem Bekiroğlu. 24 czerwca 2014 wzięła ślub z Bedrim Güntay. Mają razem dwóch synów - Ali Demir, który urodził się w grudniu 2014 i Can Eyüp, który przyszedł na świat w marcu 2017 roku.

## Filmografia
| Rok       | Tytuł              | Rola              |
| --------- | ------------------ | ----------------- |
| 2007–2011 | Kavak Yelleri      | Aslı Zeybek       |
| 2011      | Mavi Kelebekler    |                   |
| 2012–2014 | Wspaniałe stulecie | Sułtanka Mihrimah |
| 2015–2016 | Yeter              | Aylin Harmanlı    |
| 2018      | Yuvamdaki Düşman   | Tülin             |